# Songkhla
Songkhla (em tailandês:  สงขลา) é uma cidade na província de Songkhla, no sul da Tailândia, perto da fronteira com a Malásia.  Em 2006 tinha uma população de 75.048 habitantes.
Apesar de ser menor do que a vizinha cidade de Hat Yai, Songkhla é a capital da província de Songkhla, bem como do distrito de Mueang Songkhla.
Songkhla é uma vila de pescadores e também um importante porto devido à sua localização na foz do  lago Songkhla com o Golfo da Tailândia.

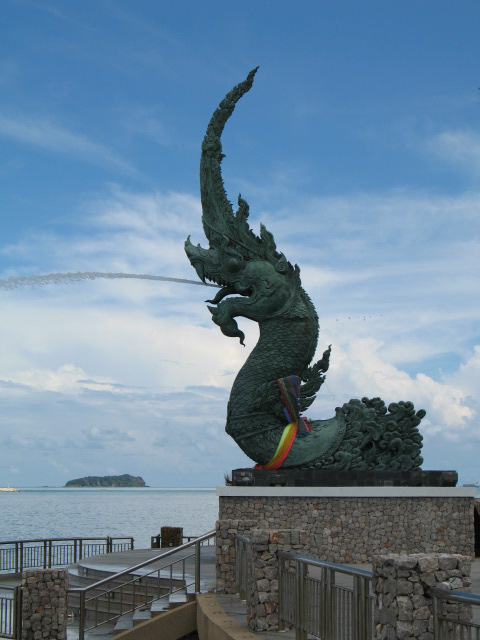
Escultura de uma Naga no parque Song Thale

## História
Em 7 de dezembro de 1941, horas antes do bombardeio de Pearl Harbor, o Exército Imperial Japonês desembarcou em Songkla e prosseguiu para o sul em direção Perlis e Penang como parte da campanha da Malásia, que culminou na captura de Singapura.
Desde 2003 Songhkla é afetada pela insurgência de linha militante  muçulmana  na vizinha Narathiwat, Pattani e Yala.
Songkhla foi conhecida como Singgora ou Singora (Cidade das Montanhas).

## Localização
A cidade está localizada a aproximadamente 950 km de Bangkok.

## População
Embora a maioria é budista, há uma grande proporção de muçulmanos em Songkhla, especialmente na orla das zonas rurais na fronteira com a Malásia. Esses muçulmanos falam a língua malaia com  alguma influência tailandesa, na forma de palavras emprestadas da língua tailandesa.
Distrito de Songkhla (Amphoe) e dividido em  cinco Tambon Administrativos (องค์การ บริหาร ส่วน ตำบล). A zona urbana de Songkhla ocupa todo o Tambon de Bo Yang.
| No. | Nome           | Tailandês | Aldeia | Abitantes. |  |
| --- | -------------- | --------- | ------ | ---------- |  |
| 1.  | Bo Yang        | บ่อยาง     | -      | 74,875     |  |
| 2.  | Khao Rup Chang | เขารูปช้าง  | 10     | 38,662     |  |
| 3.  | Ko Taeo        | เกาะแต้ว   | 9      | 10,608     |  |
| 4.  | Phawong        | พะวง      | 8      | 24,130     |  |
| 5.  | Thung Wang     | ทุ่งหวัง     | 10     | 10,343     |  |
| 6.  | Ko Yo          | เกาะยอ    | 9      | 4,454      |  |

## Gallery

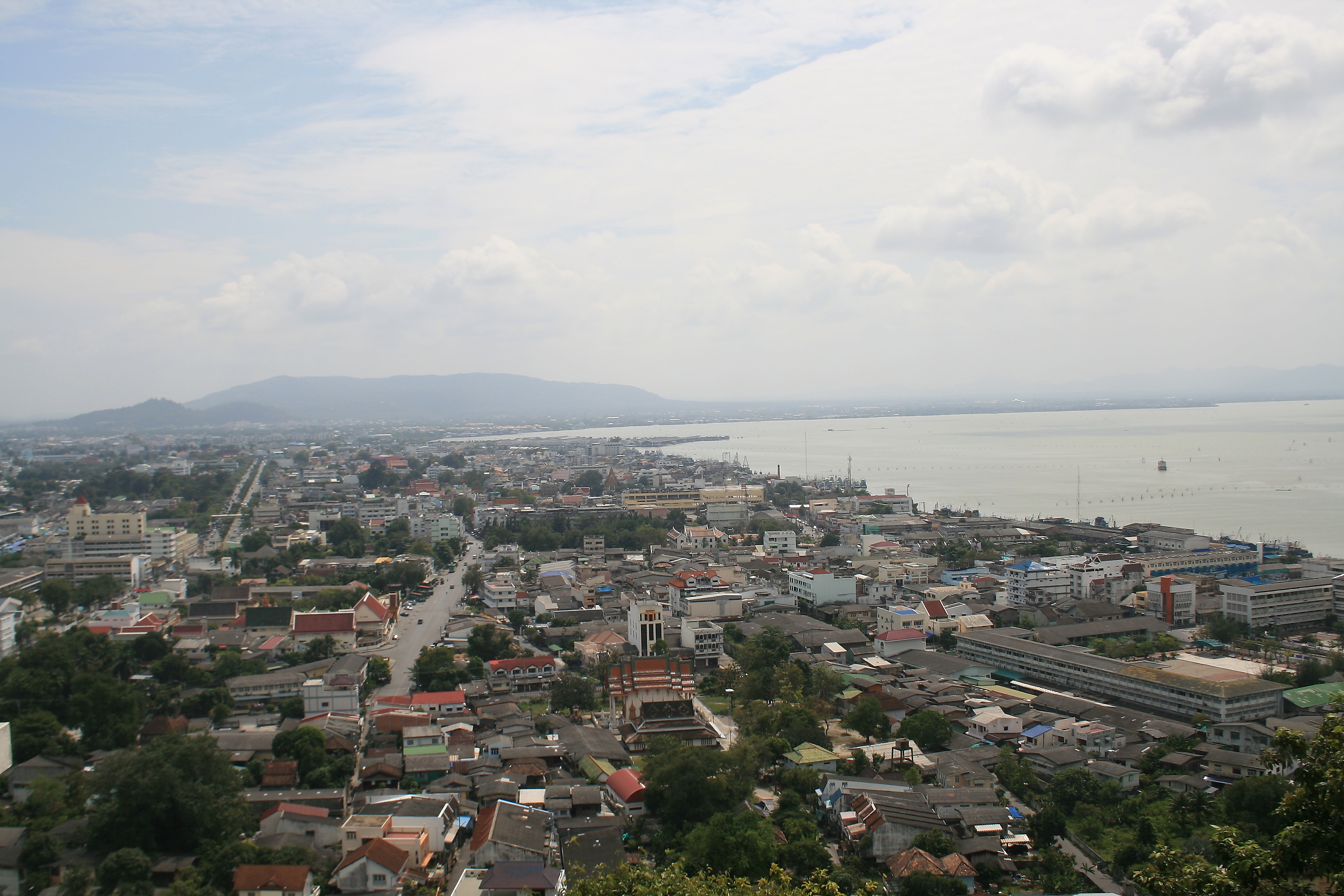
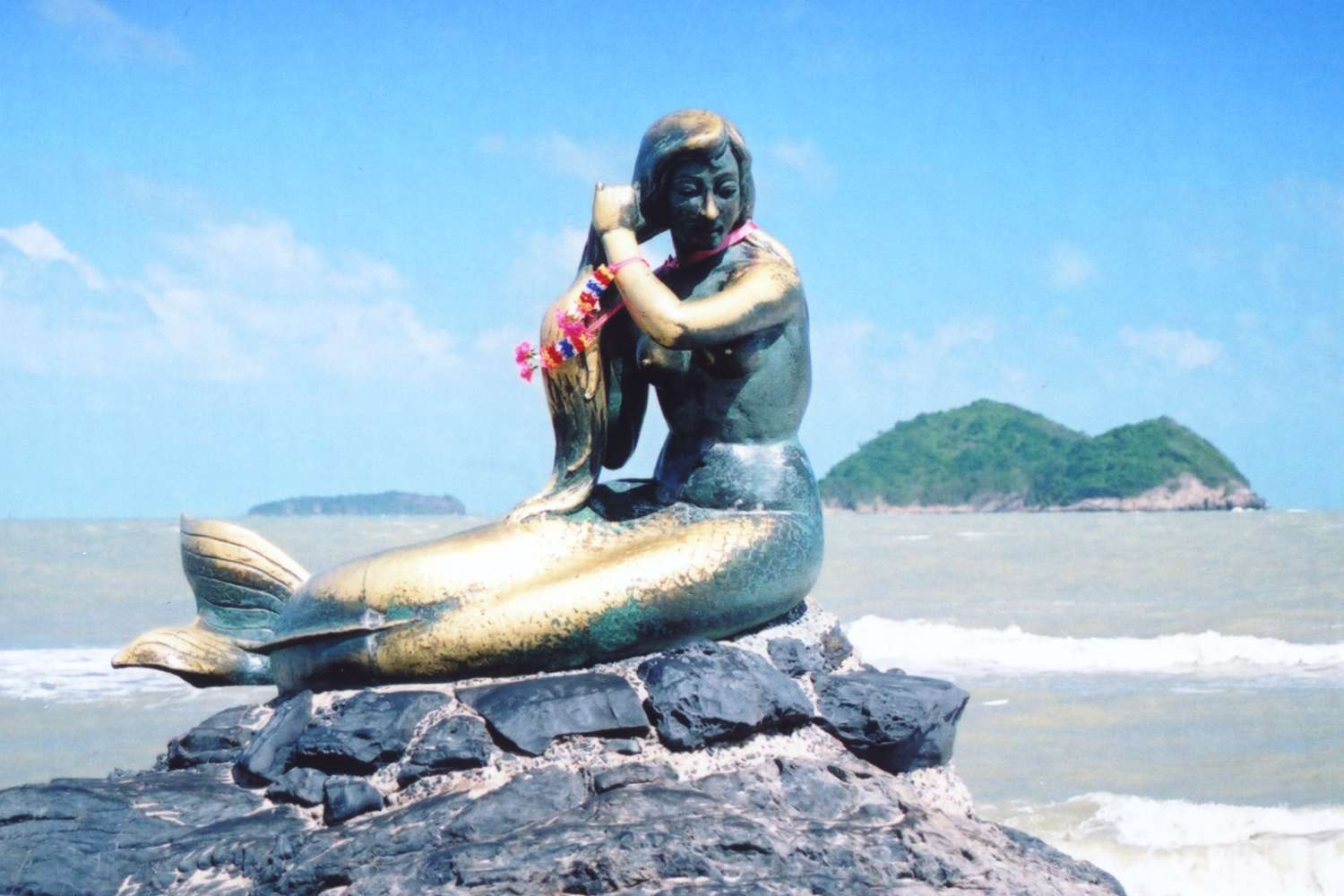
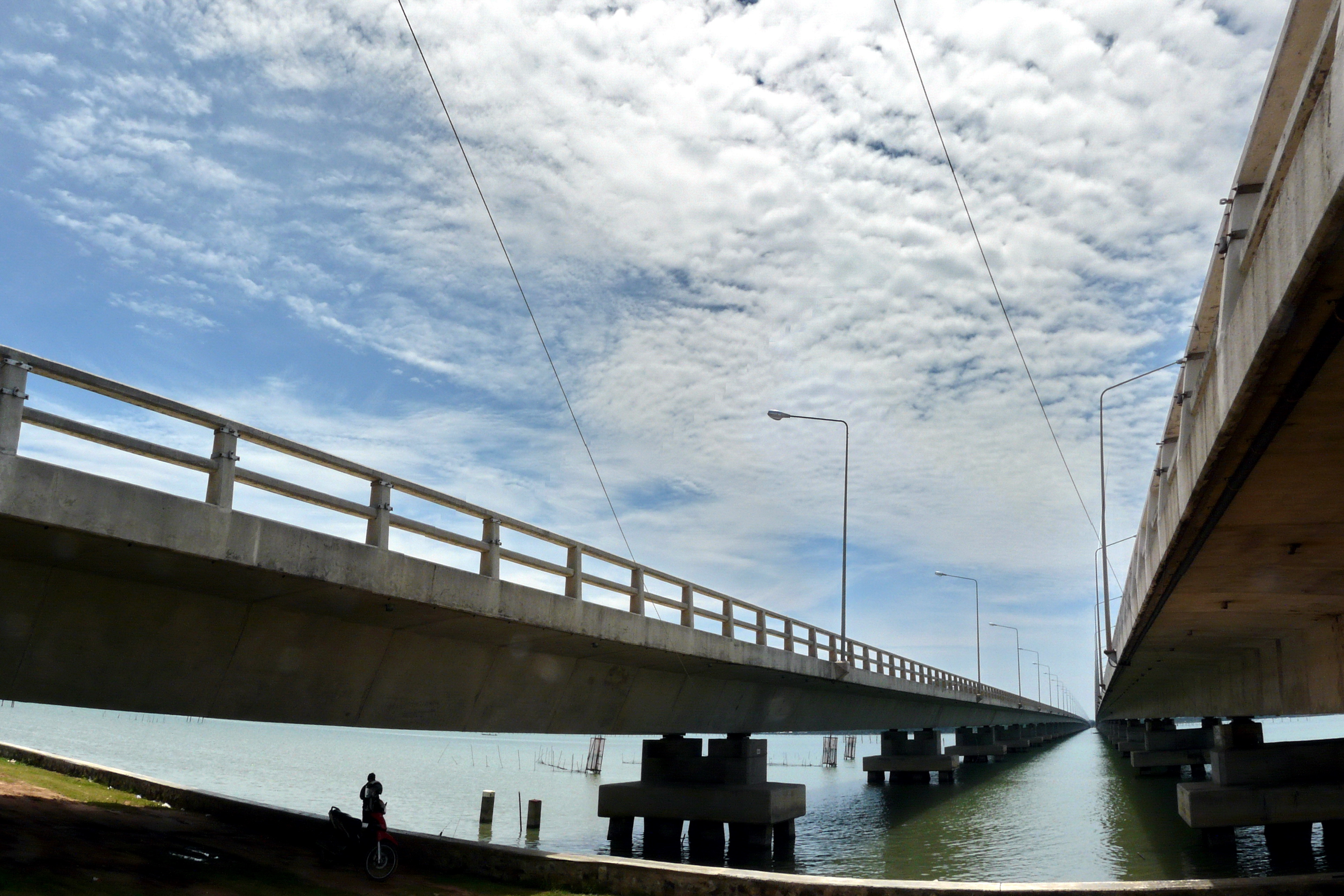
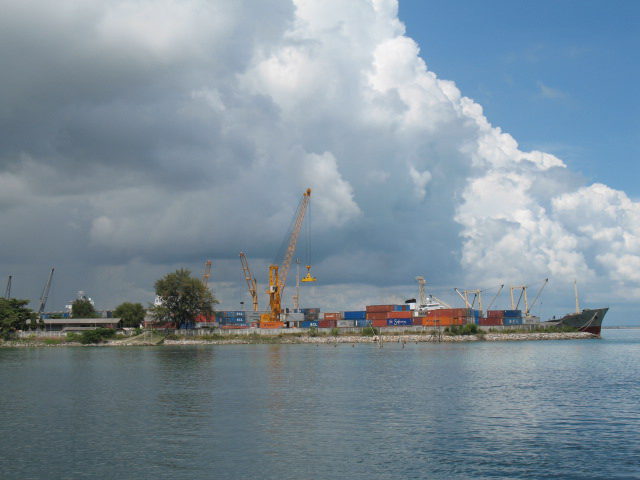
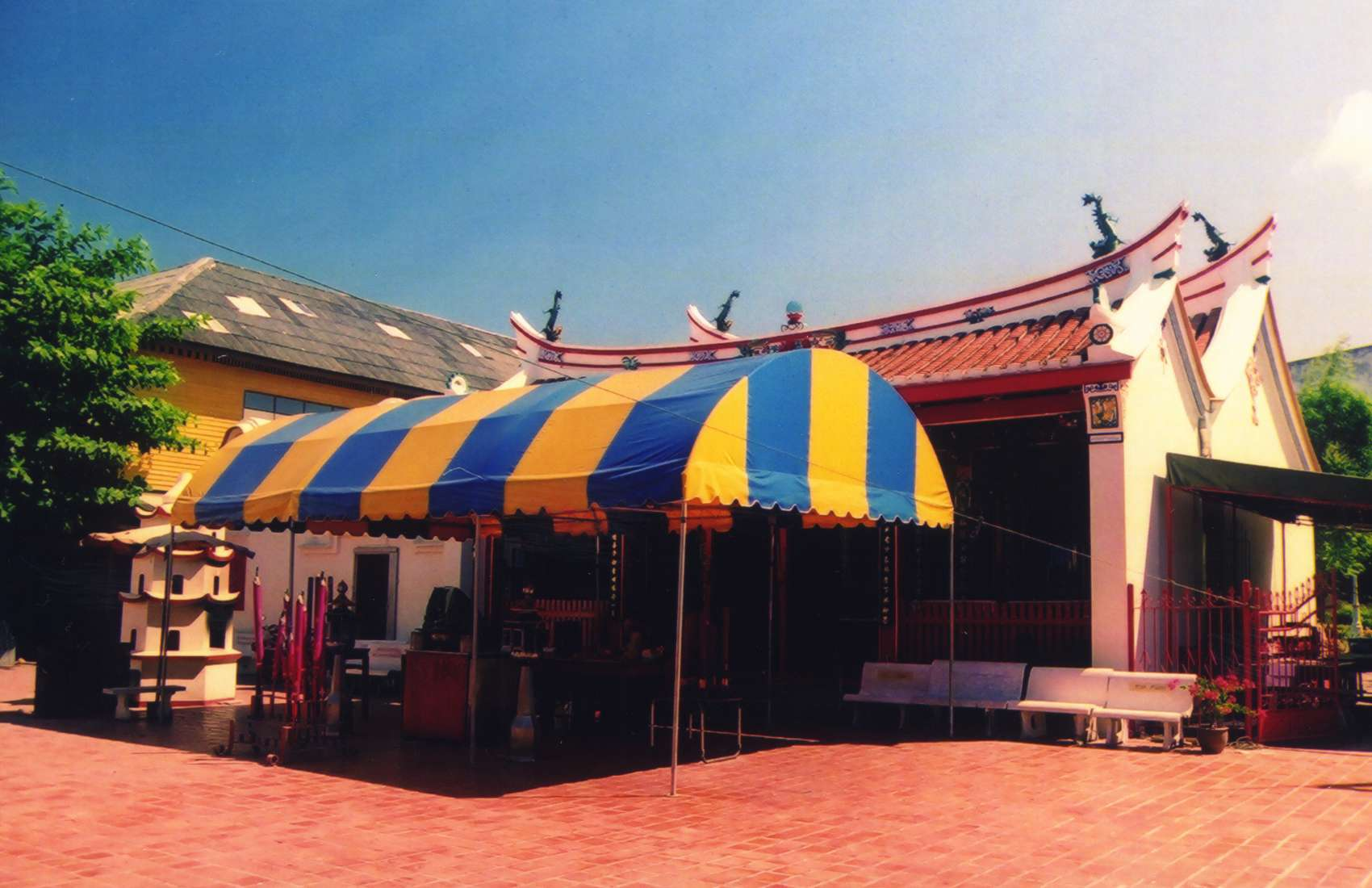
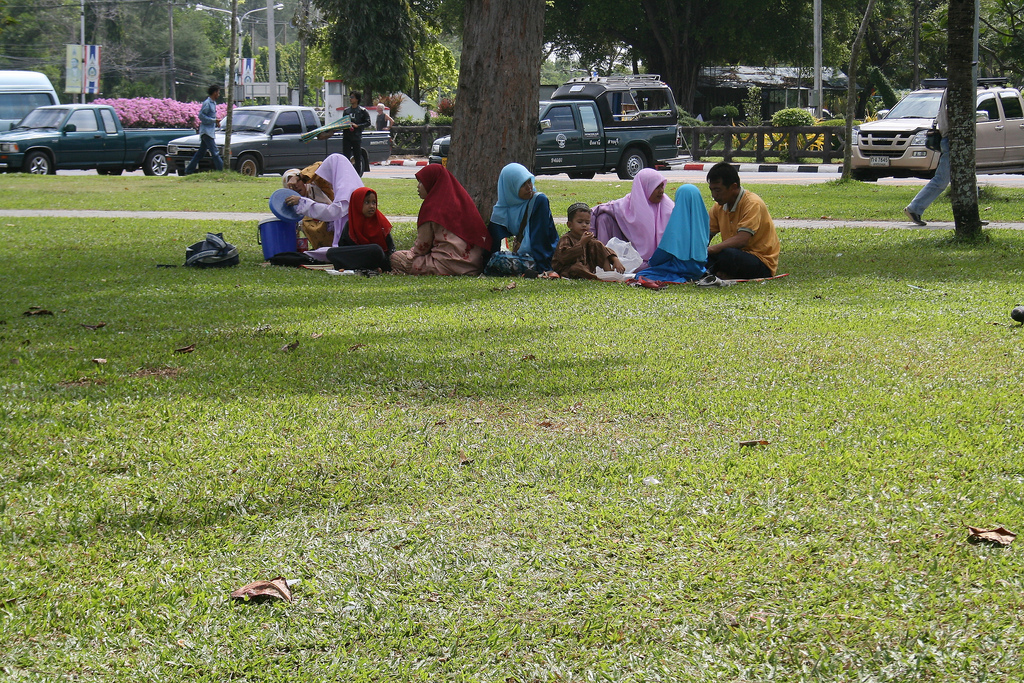